# Комаров, Сергей Петрович (Герой Советского Союза)
Сергей Петрович Комаров (1922—1996) — полковник Советской Армии, участник Великой Отечественной войны, Герой Советского Союза (1946).

## Биография
Родился 12 июня 1922 года в селе Токарево. Окончил среднюю школу, два курса индустриального техникума и аэроклуб. В 1940 году был призван на службу в Рабоче-крестьянскую Красную Армию. В сентябре 1941 года окончил Батайскую военную авиационную школу пилотов, в феврале 1943 года — Конотопское военное авиационное училище лётчиков. С июня 1943 года — на фронтах Великой Отечественной войны.
К февралю 1945 года лейтенант Сергей Комаров был лётчиком 16-го отдельного дальнеразведывательного авиаполка 16-й воздушной армии 1-го Белорусского фронта. К тому времени он совершил 237 боевых вылетов на воздушную разведку и аэрофотосъёмку вражеских оборонительных и военных объектов, сфотографировав в общей сложности около 7 тысяч квадратных километров вражеской территории.
Указом Президиума Верховного Совета СССР от 15 мая 1946 года за «образцовое выполнение боевых заданий командования на фронте борьбы с немецкими захватчиками и проявленные при этом мужество и героизм» лейтенант Сергей Комаров был удостоен звания Героя Советского Союза с вручением ордена Ленина и медали «Золотая Звезда» за номером 7016.
После окончания войны продолжил службу в Советской Армии. В 1955 году окончил Военно-воздушную академию. В 1975 году в звании полковника был уволен в запас. Проживал в Киеве, заведовал сектором отдела передового опыта Министерства коммунального хозяйства Украинской ССР.
Умер 11 апреля 1996 года.
Был также награждён тремя орденами Красного Знамени, орденами Отечественной войны 1-й и 2-й степеней, Красной Звезды, «За службу Родине в Вооруженных Силах СССР» 3-й степени, рядом медалей.